# Inne spojrzenie
Inne spojrzenie (węg. Egymásra nézve) – węgierski dramat filmowy z 1982 roku w reżyserii Károlya Makka. Ekranizacja powieści Erzsébet Galgóczi, do której zdjęcia kręcono w Budapeszcie.
Był to pierwszy film w kinematografii Europy Wschodniej podejmujący temat kobiecej miłości homoseksualnej. Uchodzi też za jeden z najlepszych o tej tematyce, jakie kiedykolwiek powstały. Główne role zagrały w nim dwie polskie aktorki: Grażyna Szapołowska i Jadwiga Jankowska-Cieślak. Kreacja Jankowskiej-Cieślak w tym filmie przyniosła jej nagrodę za najlepszą rolę kobiecą na 35. MFF w Cannes.

## Opis fabuły
Akcja rozgrywa się tuż po węgierskich wydarzeniach 1956 r. Eva i Livia spotykają się w redakcji gazety. Eva jest dziennikarką, niepokorną krytyczką ustroju, z tego powodu przez dwa lata nie mogła dostać pracy w swoim zawodzie. Jest też lesbijką. Gdy wreszcie udaje się jej znaleźć pracę, jest to redakcja państwowej gazety „Prawda”. Otrzymuje biurko w jednym pokoju z Livią, żoną oficera.
Mimo że Livia jest heteroseksualna, coś jednak pociąga ją w Evie, która skrycie się w niej podkochuje. Livia próbuje bronić się przed nieznanym jej uczuciem, odpycha Evę od siebie i przyciąga. W końcu pojawia się prawdziwy romans i być może szansa na wspólną przyszłość. Mąż Livii, gdy dowiaduje się o tym związku, nie jest w stanie opanować zazdrości i służbowym pistoletem rani żonę. Livia odtrąca Evę i rezygnuje z tragicznej miłości. Eva postanawia przedostać się przez granicę, a gdy zatrzymuje ją patrol graniczny, woli umrzeć niż zostać aresztowana.

## Realizacja i oddźwięk filmu
Polskie aktorki nie zagrały w tym filmie przypadkowo. W Polsce trwał stan wojenny i bojkot państwowej telewizji prowadzony przez aktorów; zaś z drugiej strony żadna węgierska aktorka nie ośmieliła się zaangażować do filmu Károlya Makka. Międzynarodowy sukces Jankowskiej-Cieślak był niewygodny dla ówczesnych władz Polski – zdymisjonowały one dyrektora Teatru Dramatycznego Gustawa Holoubka i rozbiły zespół aktorski, w którym grała aktorka. Dla środowiska polskich lesbijek film stał się kultowy.
Nagroda w Cannes mogła być dla Jadwigi Jankowskiej-Cieślak wstępem do międzynarodowej kariery. Do aktorki nie napływały jednak żadne propozycje. Myślała, że żaden producent się nią wtedy nie zainteresował. Wiele lat później okazało się, że Film Polski – jedyna w PRL instytucja, która była uprawniona do kontaktowania zagranicznych twórców z polskimi – był wręcz zasypywany listami i telefonami z propozycjami dla aktorki. Odgórnie blokowano wszystkie te informacje, a propozycje trafiały do kosza.
Najodważniejsza scena erotyczna filmu zagrana została częściowo z wykorzystaniem dublerki.

## Obsada
- Jadwiga Jankowska-Cieślak jako Éva Szalánczky[7]
- Grażyna Szapołowska jako Lívia Horváth
- Jozef Kroner jako towarzysz Erdõs
- Péter Andorai jako Dönci Horváth, mąż Lívii
- Gábor Reviczky jako Fiala, dziennikarz
- Anette Antal
- Ferenc Bács jako Szlabonya
- Zoltán Benkóczy
- Dénes Ujlaky jako Téeszelnök
- Ádám Szirtes jako Blindics õrnagy
- Miklós B. Székely
- Judit Pogány jako Magda
- Sándor Pál
- Sándor Makay
- Vilmos Kun jako towarzysz Vándor
- János Kovács
- Ágnes Kamondy
- Éva Igó jako Pincérnõ
- Györgyi Fáy

Ponadto w węgierskim dubbingu:
- Ildikó Bánsági jako Éva Szalánczky
- Judit Hernádi jako Lívia Horváth
- Gyula Szabó jako towarzysz Erdõs

## Recenzje
Dziennikarka Éva Szalnczky jest fanatykiem prawdy i wrogiem każdego kompromisu. (...) Miarą wolności nie jest dla niej możność przeczekania na boku, ale możność bezpośredniej walki o idee. (...) Éva jest postacią prawdziwą i tragiczną. Zarówno, gdy upokorzona musi tłumaczyć oficerowi śledczemu technikę miłości lesbijskiej, jak i gdy zdesperowana ściąga na siebie salwę wojsk pogranicza.

## Nagrody i nominacje
- 1982:
  - Złota Palma dla Jadwigi Cieślak-Jankowskiej w kategorii dla najlepszej aktorki podczas 36. MFF w Cannes
  - nagroda FIPRESCI dla Károlya Makka (wyróżnienie specjalne) za oryginalność i czytelność humanistycznego przesłania w obronie całkowitej wolności jednostki[1] podczas 36. MFF w Cannes
  - nominacja do Złotej Palmy dla filmu podczas 36. MFF w Cannes
- 1983:
  - nagroda za reżyserię dla Károlya Makka podczas Magyar Filmszemle (Węgierski Tydzień Filmowy) w Budapeszcie
  - nagroda publiczności dla filmu na Międzynarodowym Festiwalu Filmowym w São Paulo

## Filmografia przedmiotowa
- Rola w tym filmie była m.in. tematem filmu dokumentalnego pt. Grażyna Szapołowska - nowe spojrzenie zrealizowanego w 1998. przez Macieja Odolińskiego.